# Nazionale maschile di pallamano della Repubblica Ceca
La nazionale di pallamano maschile della Repubblica Ceca è la rappresentativa pallamanistica maschile della Repubblica Ceca ed è posta sotto l'egida della Federazione ceca di pallamano (Český svaz házené) e rappresenta il paese nelle varie competizioni ufficiali o amichevoli riservate a squadre nazionali. Così come in tutti gli altri sport, anche nella pallamano i risultati conseguiti dall'estinta nazionale della Cecoslovacchia fino al 1993 appartengono all'attuale nazionale ceca.
Nel suo palmarès vanta un argento olimpico e un titolo mondiale.

## Palmarès

### Olimpiadi
- (1972)

### Mondiali
- (1967)
- (1958, 1961)
- (1954, 1964)

### Competizioni principali
- 1936: non qualificata
- 1972:  2º posto
- 1976: 7º posto
- 1980: non qualificata
- 1984: non qualificata
- 1988: 6º posto
- 1992: 9º posto
- 1996: non qualificata
- 2000: non qualificata
- 2004: non qualificata
- 2008: non qualificata
- 2012: non qualificata
- 2016: non qualificata
- 2020: non qualificata
- 2024: non qualificata

- 1938: non qualificata
- 1954:  3º posto
- 1958:  2º posto
- 1961:  2º posto
- 1964:  3º posto
- 1967:  Campione del Mondo
- 1970: 7º posto
- 1974: 6º posto
- 1978: 11º posto
- 1982: 10º posto
- 1986: 13º posto
- 1990: 7º posto
- 1993: 7º posto
- 1995: 8º posto
- 1997: 11º posto
- 1999: non qualificata
- 2001: 18º posto
- 2003: non qualificata
- 2005: 10º posto
- 2007: 12º posto
- 2009: non qualificata
- 2011: non qualificata
- 2013: non qualificata
- 2015: 17º posto
- 2017: non qualificata
- 2019: non qualificata
- 2021:  non qualificata
- 2023:  non qualificata
- 2025: 19º posto

- 1994: non qualificata
- 1996: 6º posto
- 1998: 10º posto
- 2000: non qualificata
- 2002: 8º posto
- 2004: 11º posto
- 2006: non qualificata
- 2008: 13º posto
- 2010: 8º posto
- 2012: 14º posto
- 2014: 15º posto
- 2016: non qualificata
- 2018: 6º posto
- 2020: 12º posto
- 2022: 13º posto
- 2024: 15º posto